# Danze slave
Le Danze slave sono una serie di 16 pezzi per orchestra composti da Antonín Dvořák nel 1878 e pubblicati in due parti come Opus 46 ed Opus 72, rispettivamente. Inizialmente scritte per pianoforte a quattro mani, l'ispirazione delle Danze slave gli venne dalle Danze ungheresi di Johannes Brahms, e furono orchestrate sotto la richiesta dell'editore di Dvořák subito dopo la loro composizione. I pezzi, fortemente nazionalisti, furono ben accolti a quel tempo, ed oggi sono tra i pezzi più famosi del compositore ceco.

## Composizione
Prima della pubblicazione delle Danze slave, Op. 46, Dvořák era relativamente sconosciuto come compositore. A causa di ciò, aveva fatto richiesta di prendere parte alla Austrian State Music Prize per finanziare le proprie composizioni. Dopo aver vinto il premio 3 volte in 4 anni (1874, 1876 e 1877), Johannes Brahms, uno dei membri responsabili dell'organizzazione, consigliò Dvořák al proprio editore, Fritz Simrock. I primi pezzi di Dvořák ad essere pubblicati da Simrock furono i Duetti Moraviani, che ottennero molto successo; incoraggiato, Simrock chiese al compositore di scrivere qualche pezzo a mo' di danza.
Incerto su come iniziare, Dvořák usò le Danze Ungheresi di Brahms come modello - ma solo come modello; ci sono numerose ed importanti differenze tra i due lavori. Simrock venne immediatamente colpito dalla musica che Dvořák produsse (inizialmente per pianoforte a quattro mani), e gli chiese di comporne anche una versione orchestrale. Entrambe le versioni furono pubblicate durante quell'anno, e subito Dvořák acquistò notorietà internazionale. L'enorme successo che ebbe l'Opus 46 condusse Simrock a richiedere un altro set di Danze slave nel 1886; le successive Danze Opus 72 ottennero un'accoglienza simile alle prime.

## Organico
La strumentazione delle Danze slave si presenta come segue:
Legni
flauto piccolo
2 flauti
2 oboi
2 clarinetti
2 fagotti
Ottoni
4 corni
2 trombe
3 tromboni
Percussioni
timpani
piatti
grancassa
triangolo
Archi
violini I e II
viole
violoncelli
contrabbassi

## La musica
I tipi di danza che Dvořák ha incluso nella sua musica sono il furiant, la dumka, la sousedskà, la skočná, la mazurka, la odzemek, la spacirka, il kolo e la polacca. Una performance totale di entrambe le Opus dura tra i 70 e 75 minuti.

## Opus 46
- No. 1 in Do maggiore (Furiant)
- No. 2 in Mi minore (Dumka)
- No. 3 in La-bemolle maggiore (Polka)
- No. 4 in Fa maggiore (Sousedská)
- No. 5 in La maggiore (Skočná)
- No. 6 in Re maggiore (Mazurka)
- No. 7 in Do minore (Skočná)
- No. 8 in Sol minore (Furiant).

## Opus 72
Le danze di quest'Opus sono a volte numerate separatamente dalle prime, a volte da 9 a 16. La maggior parte delle edizioni le numera con entrambi i numeri.
- No. 1 (9) in Si maggiore (Odzemek)
- No. 2 (10) in Mi minore (Starodávny)
- No. 3 (11) in Fa maggiore (Skočná)
- No. 4 (12) in Re-bemolle maggiore (Dumka)
- No. 5 (13) in Si-bemolle minore (Špacírka)
- No. 6 (14) in Si-bemolle maggiore (Starodávný ("Ancient"))
- No. 7 (15) in Do maggiore (Kolo)
- No. 8 (16) in La-bemolle maggiore (Sousedská)